# 黄陂湖
黄陂湖是一个位于中国安徽省庐江县的湖泊，面积约为393平方千米。
黄陂湖大闸蟹是中国地理标志产品。